# Torre de los Varona
La Torre de los Varona se encuentra en la población de Villanañe, en la provincia española de Álava. Se trata de una fortaleza que perteneció ininterrumpidamente desde el siglo XV a la familia de Los Varona, quienes tuvieron vital importancia tanto en las guerras entre Castilla y Aragón como en las Guerras Carlistas.
La casa torre de Los Varona se encuentra bajo la protección de la declaración genérica del Decreto de 22 de abril de 1949 y la Ley 16/1985 sobre el patrimonio histórico español.
Según la historia, un almirante visigodo de nombre Ruy Pérez ordenó la construcción de la casa torre hacia el año 680 en un punto estratégico. Se dice que incluso fue un punto de partida para el inicio de la reconquista. También ha sido protagonista de historias como La Leyenda de los Varona.
Su escudo son las Barras de Aragón inclinadas, lo que indica doblegación por parte del rey de Aragón Alfonso I frente a Los Varona.

## Descripción y características
Se trata de una construcción de mampostería con sillares en sus ángulos. El primer nivel defensivo está formado por la muralla y el foso (es la única fortaleza de Álava que conserva su foso, aunque está parcialmente perdido), con sus puentes y portones. En el interior, las dos plantas del palacio envuelven la torre por sus lados norte y oeste, mientras que la entrada al edificio se hace por la puerta sur (parece que en el pasado hubo un acceso levadizo). Existe otra puerta más pequeña en el lado este, que debía servir de almacén.
La torre es de planta cuadrada, aproximadamente de unos 10 metros de lado. Consta de tres pisos y una cubierta de teja de cuatro aguas, rematada con almenas.
Su interior conserva varios espacios que mantienen su carácter tradicional, pudiendo verse distribuidos por las diferentes estancias buenos ejemplos de mobiliario, perteneciente a los propietarios de la Torre-Palacio y a la Diputación Foral de Álava. Son de interés los papeles pintados y la colección de cerámica, y kutxak (arcones) y cerámica que albergan las distintas estancias.